# Neoathyreus corniculatus
Neoathyreus corniculatus es una especie de coleóptero de la familia Geotrupidae.

## Distribución geográfica
Habita en Venezuela.